# Heißes Pflaster (1954)
Heißes Pflaster (Originaltitel: Rogue Cop) ist ein Film von Roy Rowland aus dem Jahr 1954 mit Robert Taylor, Janet Leigh und George Raft in den Hauptrollen. Er wird dem Genre des Film noir zugerechnet. Die Geschichte basiert auf dem gleichnamigen Roman von William Peter McGivern.

## Handlung
Der Kriminalbeamte Christopher Kelvaney arbeitet mit dem Gangster Beaumonte zusammen. Das Gangster-Syndikat versucht den Streifenpolizisten und Bruder von Kelvaney ebenfalls zu bestechen. Dieser lehnt jedoch ab und wird daraufhin getötet. Christopher wird sich dadurch seiner Fehler bewusst und schwört, den Tod seines Bruders Eddie zu rächen.

## Kritiken
„Harter, spannender, bisweilen zynischer Gangsterfilm mit ausgezeichneter Besetzung.“

„Roy Rowland, ansonsten eher Regisseur für durchschnittliche B-Western und -Kriminalfilme hat hier einen imposanten und zuweilen sehr spannenden Rache-Thriller inszeniert, der zudem brillant besetzt bzw. gespielt ist: Ein effektiver Robert Taylor als Cop und ein fieser George Raft als sadistisches Oberhaupt des Gangstersyndikats.“

## Auszeichnungen
Kameramann John Seitz war 1955 in der Kategorie Best Cinematography, Black-and-White für einen Oscar nominiert.